# Gaetano Scirea

Gaetano Scirea (prononcé : [ɡa.eˈtaːno ʃiˈrɛːa] né le 25 mai 1953 à Cernusco sul Naviglio en Lombardie et mort accidentellement le 3 septembre 1989 à Babsk en Pologne, est un joueur international de football italien, qui évoluait au poste de libéro ou défenseur central.
Il a effectué l'essentiel de sa carrière avec la Juventus, avec qui a remporté de nombreux trophées, notamment la coupe du monde 1982 (en sélection), une Ligue des champions Européens et sept titres de champion d'Italie. 
Il est considéré comme l'un des plus grands défenseurs de tous les temps (il a notamment la particularité de n'avoir jamais été expulsé pendant toute sa carrière).
Il est le premier champion du Monde de l'équipe italienne de 1982 à disparaître.

## Biographie

### Carrière de joueur

#### En club
Né en Lombardie mais d'origine sicilienne, enfant d'une famille modeste (son père Stefano était ouvrier à Pirelli), il fait ses premiers pas dans le football avec le Serenissima San Pio X, petit club local de sa ville natale Cinisello Balsamo. Il y joue au départ comme attaquant de pointe, avant que le dirigeant du club Giovanni Crimella ne l'emmène chez les jeunes du club de l'Atalanta, devenant alors milieu de terrain pour ensuite être définitivement positionné en tant que libéro, sous les rênes de son entraîneur Giulio Corsini.
Scirea débute en Serie A en 1972 avec son équipe de l'Atalanta Bergame (lors d'un nul 0-0 contre Cagliari le 24 septembre) et effectue deux saisons avec le club lombard, jouant en tout 58 rencontres dont 20 en première division. Il est alors régulièrement sous observation des dirigeants de la Juventus (repéré par le club à l'âge de 21 ans par le recruteur de jeunes talents Luciano Moggi qui voyait en lui le digne successeur de Sandro Salvadore) qui veulent l'acheter au président Bortolotti (grâce aux bonnes relations régnant entre les deux sociétés).
Il rejoint donc la Juventus à l'été 1974 (il y dispute son premier match le 28 août 1974 lors d'une victoire 4-0 sur Varèse en coupe), équipe avec laquelle il jouera jusqu'à la fin de sa carrière.

« La Juve est quelque chose de plus qu'une équipe, je ne saurais dire quoi, mais je suis fier d'en faire partie. »

— Gaetano Scirea
Dès 1975 (année où il inscrit son premier but bianconero, lors d'un succès en coupe 6-2 à l'extérieur sur l'Inter le 16 juin 1975) il remporte son premier titre de champion d'Italie, en jouant quasiment tous les matchs lors de sa première saison au club. En 1984, il prend le brassard à Giuseppe Furino et devient le 12e capitaine de l'histoire du club.
Le 8 mars 1987 (lors d'un match nul en Serie A 2-2 contre Ascoli), il dépasse Furino et ses 434 matchs en bianconero et devient alors le joueur le plus capé de l'histoire du club, (avant d'être à son tour dépassé par Alessandro Del Piero un peu plus de vingt ans plus tard).
Avec la Juve il a en tout remporté sept titres de champion d'Italie, deux coupes d’Italie, une Ligue des champions Européens, une Coupe d'Europe des vainqueurs de coupes, une coupe UEFA, une Supercoupe de l'UEFA, une Coupe intercontinentale. Avec ses coéquipiers Marco Tardelli et Stefano Tacconi, il fait partie des six seuls joueurs européens à avoir remporté les trois compétitions majeures C1, C2 et C3 ayant existé sur le vieux continent.
Il a joué au total 554 rencontres avec la Juventus et marqué 32 buts (dont 377 matchs pour 24 buts en Serie A).

#### En équipe nationale
Scirea commence sa carrière internationale à l'âge de 22 ans le 3 décembre 1975 à l'occasion d'un match contre l'équipe de Grèce (victoire 3-2), sélectionné par Fulvio Bernardini voyant en lui un successeur au poste de Giacinto Facchetti.
Il devient ensuite rapidement un des piliers de l'équipe d'Italie, notamment lors de la coupe du monde 1978 (compétition à partir de laquelle il devient un titulaire indiscutable sous l'ère Bearzot), la coupe du monde 1982, la coupe du monde 1986 et le Championnat d'Europe de football en 1980.
Son plus grand succès est naturellement la victoire de l'équipe d'Italie lors de la coupe du monde 1982 en Espagne.
Il prend sa retraite internationale avec la l'sélection d'Italie le 17 juin 1986, et comptabilise au total 78 sélections (9e joueur de football le plus capé en Italie) pour 2 buts inscrits (tous durant sa période à la Juve).

### Après carrière
Scirea met un terme à sa carrière de joueur en 1988 et se prépare à une reconversion comme entraîneur. Après sa retraite, il se voit tout d'abord offrir un poste d'entraîneur adjoint de la Juventus, secondant l'entraîneur Dino Zoff avec un rôle d'observateur technique (malgré les nombreuses offres insistantes de la Reggiana qui le voulait en tant qu'entraîneur principal).
Malheureusement, il meurt en septembre 1989 lors d'un accident de voiture en Pologne, à l'âge de 36 ans, tamponé à bord d'une Fiat 125P par un fourgon aux alentours du village de Babsk (alors qu'il rentrait à Varsovie pour prendre l'avion en direction de Turin). Il y avait été envoyé par Dino Zoff pour observer une rencontre de championnat du Górnik Zabrze, futur adversaire de la Juve lors de la Coupe UEFA 1989-90. La voiture prit rapidement feu à cause des quatre bidons d'essence présents dans le coffre en cas de besoin. Des quatre occupants (Scirea, l'interprète, le chauffeur et le président de l'équipe polonaise), seul le président polonais en sortit vivant, bien que tous les occupants de la voiture fussent immédiatement conduits à l'hôpital le plus proche, ce qui ne put empêcher le décès des trois autres.

Le décès survenu un dimanche après-midi, l'annonce arriva en Italie le soir même durant l'émission télévisée La Domenica Sportiva, provoquant les larmes de nombreuses personnes présentes en studio, dont celles de son ex-coéquipier et ami Marco Tardelli, qui quitta le plateau à la suite d'un malaise.
Il laissa alors sa femme Mariella (originaire de Morsasco, petite commune piémontaise à mi-chemin entre Asti et Gênes) et son fils Riccardo, et est aujourd'hui enterré au cimetière de Morsasco.
Celui que l'on surnommait Gai reste dans la mémoire des gens comme un des plus grands libéros de tous les temps (à l'instar de Franz Beckenbauer), ayant changé le rôle des défenseurs centraux avec un rôle plus offensif que ses prédécesseurs.

## Postérité
Plusieurs tournois et prix de fair play furent intitulés en l'honneur de Scirea, en raison de son style et de son fair-play sur et en dehors du terrain (par exemple la Coppa Gaetano Scirea - la lealtà nello sport, tournoi international réservé aux équipes de jeunes se tenant annuellement au mois de juin le plus souvent dans la ville de Matera). Chaque année depuis 1993, un prix, le Premio Scirea, est attribué par des journalistes au joueur le plus exemplaire de la saison d'un point de vue du Fair Play et de la sportivité.
Plusieurs communes italiennes ont nommé une de leurs rues du nom de Scirea, parmi lesquelles :
- Une route de la commune de Laureana di Borrello en Calabre.
- Une route de la commune de Cinisello Balsamo en Lombardie.
- Le 12 mai 2008, la commune de Turin intitule une rue à son nom, la Via Gaetano Scirea dans le quartier de Mirafiori Sud[12]. Le 28 novembre 2011, la rue qui mène aux portes du stade de la Juve, le Juventus Stadium, fut nommée le "Corso Gaetano Scirea". En hommage à Scirea, le virage sud (Curva Sud) de l'ancien stade de la Juventus, le Stadio delle Alpi, était surnommé la Curva Scirea.

Plusieurs stades furent également nommés en son nom, parmi lesquels:
- Le stade de la commune d'Andora en Ligurie, localité touristique où Scirea passait ses vacances.
- Le stade de la commune de Cernusco sul Naviglio en Lombardie, sa ville natale.
- Le stade de la commune de Sicignano degli Alburni en Campanie.

En 2009, la commune de Lamezia Terme en Calabre, décide de nommer en son honneur le principal gymnase de la ville.
En 1991, un club de Basket situé à Forlì est intitulé A.s.d Gaetano Scirea Basket. En 2005, l'ex-sélectionneur de la Nazionale Enzo Bearzot, propose de retirer le maillot numéro 6 en hommage à sa carrière.

## Palmarès
| Juventus \| - Championnat d'Italie (7) : - Champion : 1974-75, 1976-77, 1977-78, 1980-81, 1981-82, 1983-84 et 1985-86. - Vice-champion : 1975-76, 1979-80 et 1982-83. - Coupe d'Italie (2) : - Vainqueur : 1978-79 et 1982-83. - Coupe UEFA (1) : - Vainqueur : 1976-77. \| \| - Coupe des coupes (1) : - Vainqueur : 1983-84. - Supercoupe d'Europe (1) : - Vainqueur : 1984. - Coupe des clubs champions (1) : - Vainqueur : 1984-85. - Coupe intercontinentale (1) : - Vainqueur : 1985. \| |  | Italie - Coupe du monde (1) : - Vainqueur : 1982. |
| - Championnat d'Italie (7) : - Champion : 1974-75, 1976-77, 1977-78, 1980-81, 1981-82, 1983-84 et 1985-86. - Vice-champion : 1975-76, 1979-80 et 1982-83. - Coupe d'Italie (2) : - Vainqueur : 1978-79 et 1982-83. - Coupe UEFA (1) : - Vainqueur : 1976-77. |  | - Coupe des coupes (1) : - Vainqueur : 1983-84. - Supercoupe d'Europe (1) : - Vainqueur : 1984. - Coupe des clubs champions (1) : - Vainqueur : 1984-85. - Coupe intercontinentale (1) : - Vainqueur : 1985. |

## Carrière
- 1972-1974 : Atalanta Bergame  Italie
- 1974-1988 : Juventus  Italie

### Statistiques
| Club               | Saison         | Championnat | Championnat | Championnat | Coupe  | Coupe | Coupe d'Europe | Coupe d'Europe | Coupe d'Europe | Autres | Autres | Autres | Total  | Total |
| Club               | Saison         | Comp.       | Matchs      | Buts        | Matchs | Buts  | Comp.          | Matchs         | Buts           | Comp.  | Matchs | Buts   | Matchs | Buts  |
| ------------------ | -------------- | ----------- | ----------- | ----------- | ------ | ----- | -------------- | -------------- | -------------- | ------ | ------ | ------ | ------ | ----- |
| Atalanta ( Italie) | 1972-1973      | A           | 20          | 0           | 2      | 0     | -              | -              | -              | -      | -      | -      | 22     | 0     |
| Atalanta ( Italie) | 1973-1974      | A           | 38          | 1           | 10     | 1     | -              | -              | -              | -      | -      | -      | 48     | 2     |
|                    | Total Atalanta |             | 58          | 1           | 12     | 1     | -              | -              | -              |        | -      | -      | 70     | 2     |
| Juventus ( Italie) | 1974-1975      | A           | 28          | 0           | 10     | 2     | C3             | 10             | 0              | -      | -      | -      | 48     | 2     |
| Juventus ( Italie) | 1975-1976      | A           | 30          | 0           | 4      | 0     | C1             | 4              | 0              | -      | -      | -      | 38     | 0     |
| Juventus ( Italie) | 1976-1977      | A           | 30          | 1           | 5      | 0     | C3             | 12             | 1              | -      | -      | -      | 47     | 2     |
| Juventus ( Italie) | 1977-1978      | A           | 29          | 0           | 0      | 0     | C1             | 8              | 0              | -      | -      | -      | 37     | 0     |
| Juventus ( Italie) | 1978-1979      | A           | 30          | 2           | 9      | 0     | C1             | 2              | 0              | -      | -      | -      | 41     | 2     |
| Juventus ( Italie) | 1979-1980      | A           | 29          | 4           | 4      | 0     | C2             | 7              | 1              | -      | -      | -      | 40     | 5     |
| Juventus ( Italie) | 1980-1981      | A           | 29          | 4           | 8      | 0     | C3             | 4              | 1              | TC     | 2      | 0      | 43     | 5     |
| Juventus ( Italie) | 1981-1982      | A           | 30          | 5           | 4      | 0     | C1             | 4              | 0              | -      | -      | -      | 38     | 5     |
| Juventus ( Italie) | 1982-1983      | A           | 30          | 3           | 12     | 1     | C1             | 9              | 0              | -      | -      | -      | 51     | 4     |
| Juventus ( Italie) | 1983-1984      | A           | 30          | 2           | 7      | 1     | C2             | 9              | 0              | -      | -      | -      | 46     | 3     |
| Juventus ( Italie) | 1984-1985      | A           | 30          | 2           | 9      | 0     | C1 + SE        | 9 + 1          | 0 + 0          | -      | -      | -      | 49     | 2     |
| Juventus ( Italie) | 1985-1986      | A           | 25          | 0           | 5      | 0     | C1 + CI        | 5 + 1          | 0 + 0          | -      | -      | -      | 36     | 0     |
| Juventus ( Italie) | 1986-1987      | A           | 21          | 0           | 7      | 1     | C1             | 1              | 0              | -      | -      | -      | 29     | 1     |
| Juventus ( Italie) | 1987-1988      | A           | 6           | 1           | 4      | 0     | C3             | 1              | 0              | -      | -      | -      | 11     | 1     |
|                    | Total Juve     |             | 377         | 24          | 88     | 5     |                | 87             | 3              |        | 2      | 0      | 554    | 32    |
| Total carrière     |                |             | 435         | 25          | 100    | 6     |                | 87             | 3              |        | 2      | 0      | 624    | 34    |